# Премії Національної академії наук Білорусі
Премії Національної академії наук Білорусі — низка премій Національної академії наук Білорусі, створених з метою підвищення ефективності та якості науково-дослідних робіт, стимулювання творчої активності вчених, заохочення видатних наукових праць і винаходів, що мають важливе значення для науки і практики, а також для активізації наукової роботи аспірантів.

## Історія
Рішення про заснування премій Національної академії наук Білорусі було прийнято Президією Національної академії наук Білорусі у 1991—1992 роках. Спочатку премії вручались за кращу наукову роботу, кращу наукову роботу молодих вчених і кращу студентську наукову роботу. У 1995 році було вирішено розширити коло номінантів. До участі в конкурсі робіт з присудження премій були залучені не тільки вчені Академії наук, а й дослідники всіх наукових організацій і вищих навчальних закладів Республіки Білорусь. У 2016 році Президія Академії наук скасувала номінації «за кращу наукову роботу молодих вчених» і «за кращу студентську наукову роботу». Натомність Національна академія наук Білорусі стала присуджувати вісім премій за кращу наукову роботу в різних галузях науки. Присуджується по одній премії у кожній з галузей науки. Розмір однієї премії був установдений на рівні 35 базових величин. При присудженні премії Національної академії наук Білорусі колективу авторів грошова частина премії розподіляється порівну між членами колективу. Грошова частина премій Національної академії наук Білорусі виплачується за рахунок коштів, виділених із державного бюджету.

## Наукові галузі, за які присуджуються премії
1. фізико-математичні науки,
2. інформаційні технології,
3. фізико-технічні і технічні науки,
4. хімічних науки і науки про Землю,
5. біологічні науки,
6. медичних наук,
7. гуманітарні і соціальні науки,
8. аграрні науки.

## Вимоги до номінантів на премію НАН Білорусі
Претендентами на премії Національної академії наук Білорусі можуть бути громадяни Республіки Білорусь — окремі вчені або групи вчених (не більше 3 осіб), які опублікували результати своїх досліджень у формі монографії чи серії статей у провідних наукових журналах.
Премія Національної академії наук Білорусі може бути присуджена ученому неодноразово за нові результати його досліджень, але не раніше ніж через три роки (включаючи рік номінації) після отримання звання лауреата премії Національної академії наук Білорусі.

## Премії для молодих вчених НАН Білорусі
Премії для молодих вчених НАН Білорусі засновані в 2019 році постановою Президії НАН Білорусі від 26 червня 2019 р № 27 замість скасованих премій Національної академії наук Білорусі і Фонду підтримки освіти і науки (Алфьоровского фонду) для молодих вчених. У систему премій для молодих вчених Національної академії наук Білорусі входять три іменні премії:
- премія для молодих вчених імені академіка Ж. І. Алфьорова в галузі фізики, математики, інформатики, фізико-технічних і технічних наук (присуджується 2 премії);
- премія для молодих вчених імені академіка В. Ф. Купревича в області біології, хімії та наук про Землю, медицини та аграрних наук (присуджується 4 премії);
- премія для молодих вчених імені академіка В. М. Ігнатовського в галузі гуманітарних та соціальних наук (присуджується 1 премія).

Премії присуджуються щорічно за окрему наукову роботу або за сукупність об'єднаних єдиною тематикою робіт. Претендентами премій можуть бути молоді вчені віком до 35 років на 1 січня конкурсного року, що працюють в організаціях НАН Білорусі за основним місцем роботи, які опублікували результати проведених ними досліджень за останні 5 років. Премії можуть присуджуватися як окремим ученим, так і авторським колективам (не більше 3-х чоловік). Розмір грошової частини кожної з семи премій — 15 базових величин.

## Премія академій наук України, Білорусі і Молдови
4 травня 1994 року в Кишиневі керівники Національної академії наук Білорусі, Національної академії наук України та Академії наук Молдови прийняли рішення про заснування Премій академій наук України, Білорусі і Молдови (PASBMU). Премії присуджуються з метою розвитку міжакадемічного співпраці вчених, заохочення за великі наукові досягнення, отримані в ході виконання спільних наукових досліджень або спільної розробки наукової проблеми.

## Премія академій наук Росії і Білорусі
27 квітня 2007 року в Москві керівники Російської академії наук та Національної академії наук Білорусі прийняли рішення про заснування премії РАН і НАН Білорусі. Положення про цю премію було затверджено у 2008 році, згідно з якою присуджується три премії: в галузі природничих; технічних; гуманітарних і соціальних наук.

## Іменні премії НАН Білорусі
- Премія імені академіка В. П. Коптюга — на честь академіка, віце-президента Російської академії наук, голови Сибірського відділення РАН, іноземного члена Національної академії наук Білорусі Валентина Панасовича Коптюга.
- Премія імені академіка Ф. І. Федорова — на честь білоруського вченого-фізика, творця білоруської наукової школи фізиків-теоретиків академіка Федора Івановича Федорова.
- Премія імені академіка О. В. Ликова — на честь засновника білоруської наукової школи в області тепло- і масообміну академіка Олексія Васильовича Ликова.